# Ager Aketxe
Ager Aketxe Barrutia (* 30. Dezember 1993 in Bilbao) ist ein spanischer Fußballspieler, der aktuell für Zweitligist SD Eibar spielt.

## Verein
Aketxe begann seine Karriere 2003 in der Nachwuchsakademie von Athletic Bilbao. 2011 spielte er erstmals für dessen Viertligamannschaft CD Baskonia und ein Jahr später debütierte er für Athletic Bilbao B. In der Profimannschaft kam er am 1. Spieltag der UEFA Champions League 2014/15 gegen Schachtar Donezk zu seinem Debüt. Seine erste Partie in der Primera División absolvierte Aketxe dann am 10. Spieltag der Saison 2014/15 gegen den FC Sevilla.
Im Januar 2017 wurde er für ein halbes Jahr an den Zweitligisten FC Cádiz verliehen. Im Februar 2018 wechselte er nach Kanada zum MLS-Verein Toronto FC. Nach elf Liga- sowie drei Champions-League-Spielen wurde er im Juli 2018 erneut an den spanischen Zweitligisten FC Cádiz verliehen. Anschließend folgten weitere Stationen bei Deportivo La Coruña, UD Almería und seit dem Sommer 2021 ist er für SD Eibar in der Segunda División aktiv.

## Nationalmannschaft
Am 27. Juni 2013 kam Aketxe bei der U-20-Weltmeisterschaft zu einem Einsatz in der Gruppenphase, als er beim 2:1-Sieg über den späteren Gewinner Frankreich in der 88. Minute für Jesé eingewechselt wurde. Im gleichen Jahr absolvierte er noch drei weitere Partien für diese Auswahl.

## Sonstiges
Sein Bruder Isaac (* 1989) ist ebenfalls Fußballspieler und steht in der Saison 2021/22 beim Drittligisten Hércules Alicante unter Vertrag.